# Aleksander (biskup kamieniecki)
Aleksander (ur. ?, zm. w 1410 roku) – duchowny rzymskokatolicki, biskup kamieniecki, dominikanin.

## Życiorys
Uczestniczył prawdopodobnie w działalności misyjnej na Podolu. W 1406 prekonizowany biskupem kamienieckim. Brak innych informacji o pontyfikacie tego biskupa. Położył duże zasługi w organizacji diecezji.